# Colpophyllia elegans
Espèce
Colpophyllia elegans est une espèce éteinte de coraux durs de la famille des Mussidae.
Le spécimen type a été découvert au Lac Alajuela, au Panama, dans la formation géologique de Gatuncillo qui est datée du Priabonien (Éocène supérieur). Son âge est estimé entre 37,2 et 33,9 Ma (millions d'années).